# クチ県
座標: 北緯10度58分21秒 東経106度29分39秒 / 北緯10.97250度 東経106.49417度
クチ県（クチけん、ベトナム語：Huyện Củ Chi / 縣糾支）はホーチミン市の県。

## 地理
ホーチミン市北部に位置し、北西はタイニン省、北東はビンズオン省、南西はロンアン省、南はホーチミン市ホクモン県に接する。

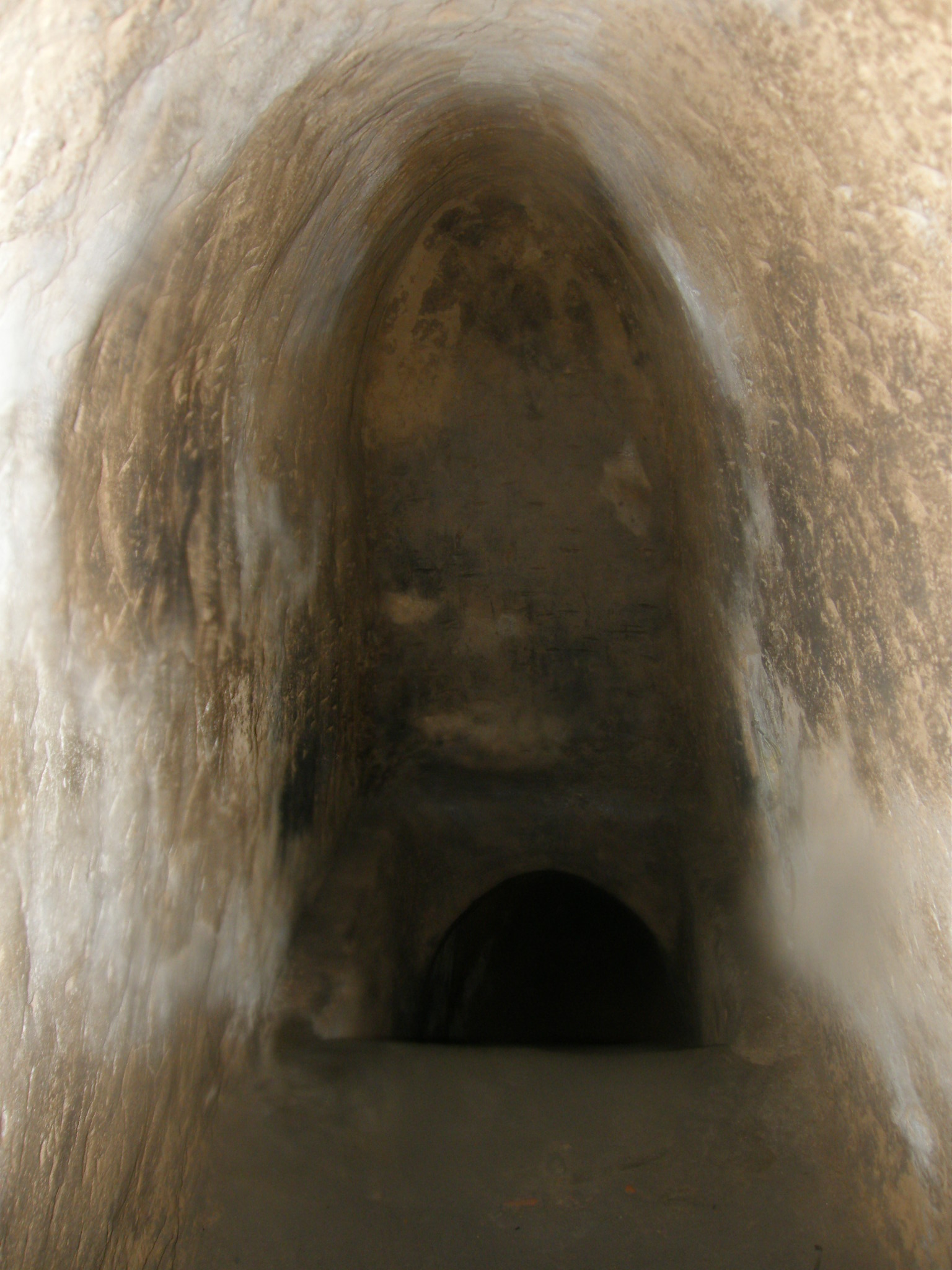
クチトンネル

## 史跡
ベトナム戦争中に建設され、ベトコンの司令部として使われたクチトンネルで有名。戦争史跡公園、観光客向けの実弾射撃場などが整備されている。

## 行政
クチ県は1の市鎮（Thị trấn）と20の社（Xã）を管轄している。
- 市鎮
  - クチ（Củ Chi / 糾支）
- 社
  - アンニョンタイ（An Nhơn Tây / 安仁西）
  - アンフー（An Phú / 安富）
  - ビンミー（Bình Mỹ / 平美）
  - ホアフー（Hòa Phú / 和富）
  - ニュアンドゥク（Nhuận Đức / 潤德）
  - ファムヴァンコイ（Phạm Văn Cội）
  - フーホアドン（Phú Hòa Đông / 富和東）
  - フーミーフン（Phú Mỹ Hưng / 富美興）
  - フオックヒエップ（Phước Hiệp / 福脇）
  - フオックタイン（Phước Thạnh / 福盛）
  - フオックヴィンアン（Phước Vĩnh An / 福永安）
  - タンアンホイ（Tân An Hội / 新安会）
  - タンフーチュン（Tân Phú Trung / 新富中）
  - タンタインドン（Tân Thạnh Đông / 新盛東）
  - タンタインタイ（Tân Thạnh Tây / 新盛西）
  - タントンホイ（Tân Thông Hội / 新通會）
  - タイミー（Thái Mỹ / 泰美）
  - チュンアン（Trung An / 中安）
  - チュンラップハ（Trung Lập Hạ / 中立下）
  - チュンラップトゥオン（Trung Lập Thượng / 中立上）

## 交通
アジアハイウェイ1号線（ベトナム国道22号線）が縦断し、ホーチミン市市バスのクチバスターミナルが存在する。